# Фуэнтес, Альдаир
Альдаир Амарильдо Фуэнтес Сегуэс (исп. Aldair Amarildo Fuentes Siguas; родился 25 января 1998 года в Писко, Перу) — перуанский футболист, полузащитник клуба «Альянса Лима».

## Клубная карьера
Фуэнтес — воспитанник клуба «Альянса Лима». 13 февраля 2017 года в матче против «Университарио» он дебютировал в перуанской Примере. 20 февраля в поединке против столичного «Депортиво Мунисипаль» Альдаир забил свой первый гол за «Альянса Лима». В том же сезоне Фуэнтес помог выиграть чемпионат.

## Международная карьера
В 2017 года Фуэнтес принял участие в молодёжном чемпионате Южной Америки в Эквадоре. На турнире он сыграл в матче против команды Боливии.

## Достижения
Командные
 «Альянса Лима»
- Чемпионат Перу по футболу — 2017